# Милена Живкова
Милена Живкова-Гераскова (родена на 2 декември 1960 г.) е българска актриса. Известна е с изявите си в Театър „София“, както и с участието си в медицинския сериал „Откраднат живот“ с ролята си на доктор Елена Романова, както и с озвучаването на филми и сериали.

## Биография

### Образование
Родена е в София. През 1987 г. завършва актьорско майсторство за драматичен театър във ВИТИЗ в класа на проф. Елка Михайлова.

### Актьорска кариера

#### Роли в театъра
Три години работи във Врачанския театър. От 1990 г. е в трупата на театър „София“. Участва в постановките:
- „Смертю смерть поправ“ от Борис Василиев
- „Волпоне“ от Бен Джонсън
- „Крепост“ от Абе Кобо
- „Сън, желание и секс в лятна нощ“ от Уди Алън
- „Д-р“ от Бранислав Нушич
- „Маркиза дьо Сад“ от Юкио Мишима
- „Ангели-чудовища“ от Жан Кокто
- „Краят на играта“ от Самюъл Бекет
- „Сако от велур“ от Станислав Стратиев
- „Ноев ковчег“ от Йордан Радичков
- „Кучката“ от Теодора Димова
- „Албена“ от Йордан Йовков
- „Уморените коне ги убиват, нали?“ от Хорас Маккой
- „Ревизор“ от Николай Гогол
- „Проклятието на гладуващата класа“ от Сам Шепард
- „Преди/след“ от Роланд Шимелпфениг
- „За какво е нощта“ от Майкъл Уелър
- „Скачай!“ от Здрава Каменова

#### Роли в телевизията
- „Гергьовски дъжд“ (1989)
- „Мускетарят с маратонките“ (1997) - Мила
- „Етажна собственост“ (2011) – Вероника
- „Столичани в повече“ (2012) – Заместник-министър на екологията
- „Кантора Митрани“ (2012), 12 серии – Емилия (в 1 серия : IX)
- „Откраднат живот“ (2016 – 2021) – д-р Елена Романова

#### Роли в киното
- „Левакът“ (1987) – Мариана Марианова

### Кариера на озвучаваща актриса
Живкова се занимава с озвучаване на реклами, филми и сериали от началото на 90-те години на миналия век. Първите сериали, за които дава гласа си, са „Далас“ и „Завръщане в Брайсхед“ за БНТ и „Три съдби“ за Нова телевизия.
Тя участва и в „Тъй нареченият мой живот“, „Вдовицата в бяло“ и „Росалинда“ за Нова телевизия. Известна е с ролите си в сериалите „Адвокатите“, „Семейство Сопрано“ (дублаж на студио Доли), „Клъцни/Срежи“, „Изгубени“, „Медиум“, „Престъпни намерения“, „Клюкарката“ (без шести сезон) и „Престъпления от класа“.
| Актриса        | Заглавия | Филми |
| -------------- | --- | --- |
| Аби Брамъл     | Звеното (дублаж на bTV) Медиум | Тифи Герхарт Дейна Карлоу                                                                                                  |
| Джулиан Мур    | Девет месеца Атентатори (дублаж на bTV) Английският учител | Ребека Тейлър-Фолкнър Електра Линда Синклеър                                                                               |
| Дреа де Матео  | Семейство Сопрано (дублаж на студио Доли) Синове на анархията (в последните сезони) Нападение над участък 13                                                                                    | Адриана Ла Серва Уенди Кейс Айрис Фери                                                                                     |
| Мишел Пфайфър  | Жената ястреб Текила на разсъмване (дублаж на bTV) Невероятните братя Бейкър Батман се завръща (дублаж на bTV) Невинни години (дублаж на bTV) Разделени заедно Прозрачно минало Новогодишна нощ | Изабо д'Анжу Джо Ан Валенари Сюзи Даймънд Жената-котка/Селина Кайл Графиня Елън Оленска Кейти Джордан Клеър Спенсър Ингрид |
| Рийз Уидърспун | Вода за слонове Добрата лъжа | Марлена Розенблут Кари Дейвис                                                                                              |
| Рома Мафия     | Клъцни/Срежи Медиум | Д-р Лиз Крус Виктория Госет                                                                                                |
| Рона Митра     | Адвокатите Клъцни/Срежи | Тара Уилсън Детектив Ким Макгроу                                                                                           |

## Личен живот
От 1979 г. е омъжена е за актьора Ивайло Герасков и двамата имат един син – Мартин Герасков, който също е актьор.